# 鲁地拉镇
鲁地拉镇，是中华人民共和国云南省丽江市永胜县下辖的一个乡镇级行政单位。
2014年3月3日，云南省人民政府批复同意撤销东风傈僳族乡，设立鲁地拉镇。撤乡设镇后，隶属关系不变，镇人民政府驻原乡人民政府驻地东乐村委会瓦房村。

## 行政区划
鲁地拉镇下辖以下地区：
东乐村、关房村、治读坪村、大长坪村、闷龙河村、麦叉拉村、东坪村、东红村和格克村。